# Biserica Sfântul Dumitru din Hârlău

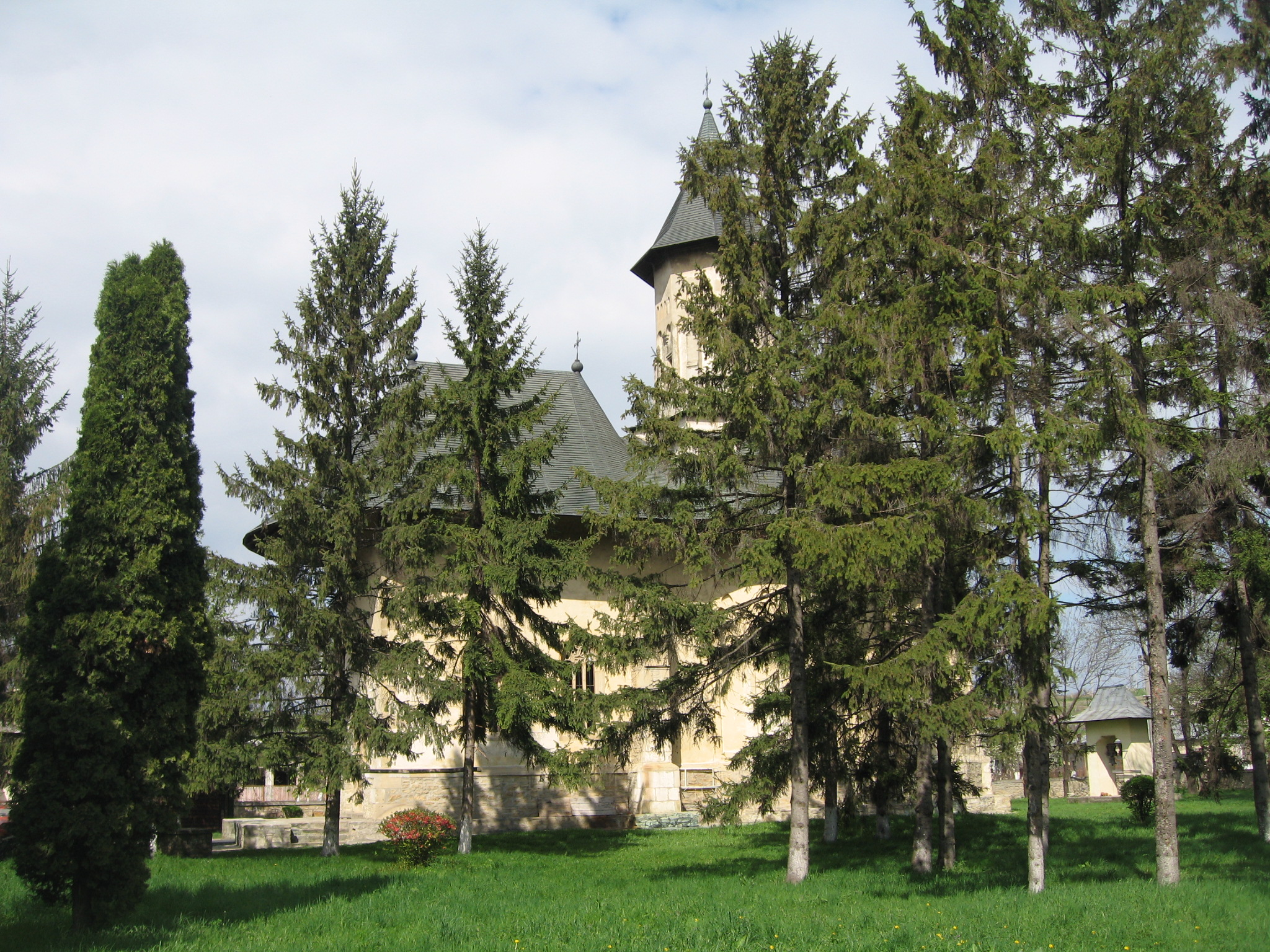
Biserica Sfântul Dumitru din Hârlău.

Biserica "Sf. Dumitru" din Hârlău este o biserică ctitorită de Petru Rareș (1527-1538, 1541-1546) în prima jumătate a secolului al XVI-lea. Ea se află pe strada Ștefan cel Mare nr. 9 din orașul Hârlău (județul Iași). 
Biserica "Sf. Dumitru" din Hârlău a fost inclusă pe Lista monumentelor istorice din județul Iași din anul 2015, la poziția 1404, având codul cod LMI IS-II-m-A-04173. În această listă este trecut anul 1535 ca perioadă de datare a monumentului. 

## Istoric

### Ctitor
Pisania inițială a Bisericii "Sf. Dumitru" din Hârlău nu s-a păstrat, dar pisania nouă pusă în anul 1779 transmite informația că la acel moment se putea citi din pisania veche doar cifra miilor, 7. În anul 1779, numele vechiului ctitor se pierduse în negura vremurilor, el nemaifiind reținut nici măcar de tradiția locală. 
Cronicarul Grigore Ureche (c. 1590-1647) scrie astfel în „Letopisețul țărâi Moldovei, de când s-au descălecat țara și de cursul anilor și de viiața domnilor carea scrie de la Dragoș vodă până la Aron vodă” despre ctitoriile bisericești ale domnitorului Petru Rareș: „Iară daca să întoarse Pătru vodă de la Țara Ungurească, într-acéia laudă au sfârșit mănăstirea Pobrata, carea era zidită de dânsul și o au sfințit. Așijderea și mănăstirea Râșca au început. Din Dobrovățul încă au săvârșitu, de la Căpriiana mănăstirea au lucrat, încă și alte lucruri bune multe să află făcute de dânsul, cumu-i la mitropoliia de Roman și la mitropoliia de Suceava și la mănăstirea de Bistriță și bisérici de piiatră în Hârlău și în Bae și încă și alte lucruri bune multe să află în țară de dânsul făcute.” 
Detaliile arhitecturale și informația transmisă de Grigore Ureche au dus la concluzia că această biserică aparține perioadei rareșiene.  Și alte argumente susțin această ipoteză: Petru Rareș era originar din târgul Hârlău (unde Ștefan cel Mare locuise o perioadă la Curtea domnească de acolo și înălțase o biserică cu hramul "Sf. Gheorghe") și a locuit între anii 1530-1532 la Curtea Domnească din Hârlău. Biserica a fost construită probabil în a doua domnie a lui Petru Rareș (1541-1546), potrivit lui Grigore Ureche.
Rolul Curții domnești de la Hârlău s-a diminuat după ce domnitorul Alexandru Lăpușneanu (1552-1561, 1564-1568) a mutat capitala Moldovei la Iași, unde a construit o curte domnească. Între anii 1624-1626, ca urmare a arderii curții domnești din Iași la 2 octombrie 1624, domnitorul Radu Mihnea (1616-1619, 1623-1626) și-a mutat la reședința domnească de la Hârlău. . Curtea domnească din Hârlău a decăzut după moartea lui Radu Mihnea. În anul 1727, curtea domnească era încă intactă, ea fiind vizitată de către Scarlat Ghica, fiul domnitorului Grigore II Ghica (1726-1733, 1735-1739, 1739-1741 și 1747-1748). 

### Reparații
Ca urmare a faptului că rolul orașului Hârlău scăzuse, biserica s-a ruinat în decursul timpului. În anul 1779, marele spătar Gheorghe (Iordache) Cantacuzino-Deleanu (1723?-1798), care avea moșii în apropierea târgului și locuia în Conacul Cantacuzino-Deleanu din Deleni, a pus să se repare Biserica "Sf. Dumitru". Atunci, s-a îndepărtat zidul despărțitor dintre pronaos și naos, a fost refăcută bolta pronaosului și s-au lărgit unele ferestre.  De asemenea, s-a amplasat o pisanie cu următoarea inscripție: "Într-această sfântă biserică să cinstește și să prăznuiește sfântu mare mucenicu Dimitrie, dară de cine iaște zidită dintr început, nu se știe, fără numai văletu să arată ca era atunce 7000, iară acum, cu ajutorul lui Dumnezeu, ca dintrîntâi s-au zidit și podobit cu stăruința, osteneala și cheltuiala dumisale Iordachi Cantacuzino, Marele Spătaru și cu ajutorul de la alți creștini: se arată la condică cine câte au datu, 1779, august 15″.
Biserica a fost avariată în timpul celui de-Al Doilea Război Mondial, fiind mult timp închisă. În anii '70 ai secolului al XX-lea, ea a fost restaurată, păstrându-se planul original. A fost înlocuit acoperișul din tablă zincată cu unul din cupru (care cântărea în total circa 5 tone). Tot atunci, cu osteneala preotului Toma Râpă, protopop de Hârlău (1 februarie 1960 - 13 martie 1973), au fost construite zidul împrejmuitor din piatră și clădirea protoieriei (aflată în curtea bisericii). Lucrările de restaurare au fost finalizate în 1974.
Iconostasul, care datează din 1779, a fost restaurat în anul 1977 de către pictorul restaurator Gheorghe Zidaru (1923-1993). Două dintre icoanele de pe iconostas conțin însemnări referitoare la anul donației lor către biserică; este vorba de anii 1826 și 1830.  În anul 1998 a avut loc un incendiu accidental datorat instalației electrice defectuoase în urma căruia a ars aproximativ o treime din partea dreaptă a iconostasului, iar 13 icoane au fost carbonizate parțial sau total. Iconostasul de la Biserica „Sf. Dumitru” din Hârlău a fost conservat și restaurat în anii 2001-2004 de către pictorul restaurator Stelian Onica (n. 1955).  
În curtea bisericii a fost construită recent o clopotniță de beton. Biserica este înconjurată în prezent de un parc cu molizi.

## Descrierea bisericii

### Arhitectură
Ca stil arhitectonic, Biserica "Sf. Dumitru" din Hârlău este foarte asemănătoare cu Biserica "Sf. Gheorghe", ctitorită de Ștefan cel Mare în același oraș. Ea nu se remarcă prin elemente înnoitoare. 
Biserica are plan treflat, fiind compartimentată în pronaos, naos si altar. Ea are următoarele dimensiuni: 21,60 m - lungime în interior, 24,80 m - lungime în exterior, 5,70 m - lățime în interior, 8,30 m - lățime în exterior, 8,50 m - înălțime până la arcurile naosului, 20,60 m - înălțimea turlei în interior, 28,80 m - înălțimea turlei până la cruce, 10,60 m - înălțimea până la streașină.
Monumentul are fațade tencuite de culoare albă și soclu din piatră cioplită. Portalul de intrare de pe peretele vestic este în stil gotic și are un chenar exterior dreptunghiular, cu două muluri și un chenar interior, terminat la partea superioara în arc frânt, cu trei muluri. Ferestrele pronaosului, câte două pe fiecare latură laterală (nordică și sudică), sunt terminate în arc frânt și ornamentate cu rozete în stil gotic. 
Absidele laterale sunt încadrate de câte două contraforturi. Absidele laterale și absida altarului sunt semicirculare și au firide oarbe, prelungite până la soclu și cu o dublă arcatură în arc frânt la partea superioară, având deasupra lor mici nișe ogivale, iar deasupra lor un rând de ocnițe. În axul absidelor laterale este dispusă câte o fereastră dreptunghiulară, iar în axul absidei altarului este o fereastră terminată în unghi și având ancadrament dreptunghiular. Firida în care se află înscrisă această fereastră are la partea superioară un arc trilobat cu acoladă. 
Acoperișul bisericii este format din două coame înalte, una mai lungă pe pronaos și alta mai scurtă pe altar, dintr-o turlă deasupra naosului și două mici turnulețe deasupra absidelor laterale. Deasupra naosului se află o turlă octogonală, sprijinită pe două baze stelate. Ea are patru ferestre în cele patru puncte cardinale, pe celelalte laturi fiind sprijinită de mici contraforturi. Deasupra ferestrelor, turla este înconjurată de ocnițe mici. Acoperișul ei are o formă piramidală, cu rupere în pantă. 
În interior, bolta pronaosului are formă de calotă ușor turtită, fiind așezată pe patru arcuri lipite de ziduri, iar turla din naos se sprijină pe arcuri încrucișate. Absidele au și ele bolți în formă de concă. 

### Iconografie
Pereții interiori ai bisericii nu sunt pictați, ci doar tencuiți. 
Iconostasul este confecționat din lemn de tei sculptat, policromat, aurit sau argintat și a fost amplasat în biserică în anul 1779, după cum atestă documentele prezente în arhiva bisericii „Sf Dumitru” din Hârlău. Două dintre icoanele de pe iconostas conțin însemnări referitoare la anul donației lor către biserică; este vorba de anii 1826 și 1830.  În anul 1977 au fost efectuate o serie de lucrări de conservare-restaurare a iconostasului sub coordonarea pictorului restaurator Gheorghe Zidaru, neexistând însă nici o documentație care să menționeze lucrările efectuate. În urma unui incendiu din 1998 a ars aproximativ o treime din partea dreaptă a iconostasului. 
Iconostasul este format din registre. Registrul inferior are ușile ușile diaconești și împărătești încadrate de coloane sculptate cu motive vegetale și având la partea superioară capitele bogat ornamentate și aurite; aici se află icoanele împărătești (Mântuitorul așezat pe tron, Maica Domnului cu Pruncul etc.) În registrul se află o serie de panouri circulare cu scene ale praznicelor împărătești și alte scene din Noul Testament, în centrul registrului aflându-se icoana Sfintei Mahrame. Registrul următor conține tot icoane ale praznicelor împărătești, având icoana Învierii în poziția centrală. Deasupra acesuia este un registru pe care sunt reprezentați Sf. Apostoli, în picioare, iar la mijloc se află icoana Maicii Domnului Orantă. În registrul următor se află un șir de icoane cu Sf. Prooroci, reprezentați bust, iar în centru este icoana Deisis. Mai sus se află două icoane cu Sf. Prooroci care flanchează o icoană circulară a Sf. Treimi. Partea superioară a iconostasului este formată din molene și crucea cu Iisus rãstignit. 
Icoanele sunt pictate în tehnica tempera pe suport de lemn, ele aparținând din punct de vedere stilistic sfârșitului secolului al XVIII-lea și începutului secolului al XIX-lea.
Iconostasul a fost restaurat în 1977 și 2001-2004. Ultima restaurare a urmărit să corecteze și să repare unele degradări și anume: 
- scăderea rezistenței mecanice a suportului icoanelor datorită unui avansat atac al insectelor xilofage. Numeroase elemente componente ale iconostasului prezentau rupturi, fracturi, fisuri și distanțări ale panourilor și elementelor sculptate. Au fost efectuate tratamente de dezinfecție și dezinsecție la toate componentele suportului de lemn, au fost consolidate și completate porțiunile desprinse sau fragilizate și s-au aplicat chituri de cretă și clei de pește în zonele cu fisuri.
- carbonizarea a 13 icoane (atât suporturile, cât și porțiunile policrome sculptate). Au fost demontate elementele mobile și s-au îndepărtat zonele arse, s-a completat suportul cu elemente de sculptură refăcute. Suportul de lemn a fost consolidat prin încleieri, dibluiri, completări cu lemn nou etc. Icoanele carbonizate au fost refăcute cromatic după fotografii, în stilul picturii și policromiei originare.
- depuneri masive de murdărie (praf, fum, substanțe grase) pe picturi și degradarea foițelor metalizate de aur sau de argint care acoperea fondurile icoanelor în urma unor curățiri excesive în special în partea inferioarã a iconostasului. S-au efectuat operații de curățare etapizată a murdăriei aderente de pe icoanelor sau a repictărilor.

## Imagini

Biserica
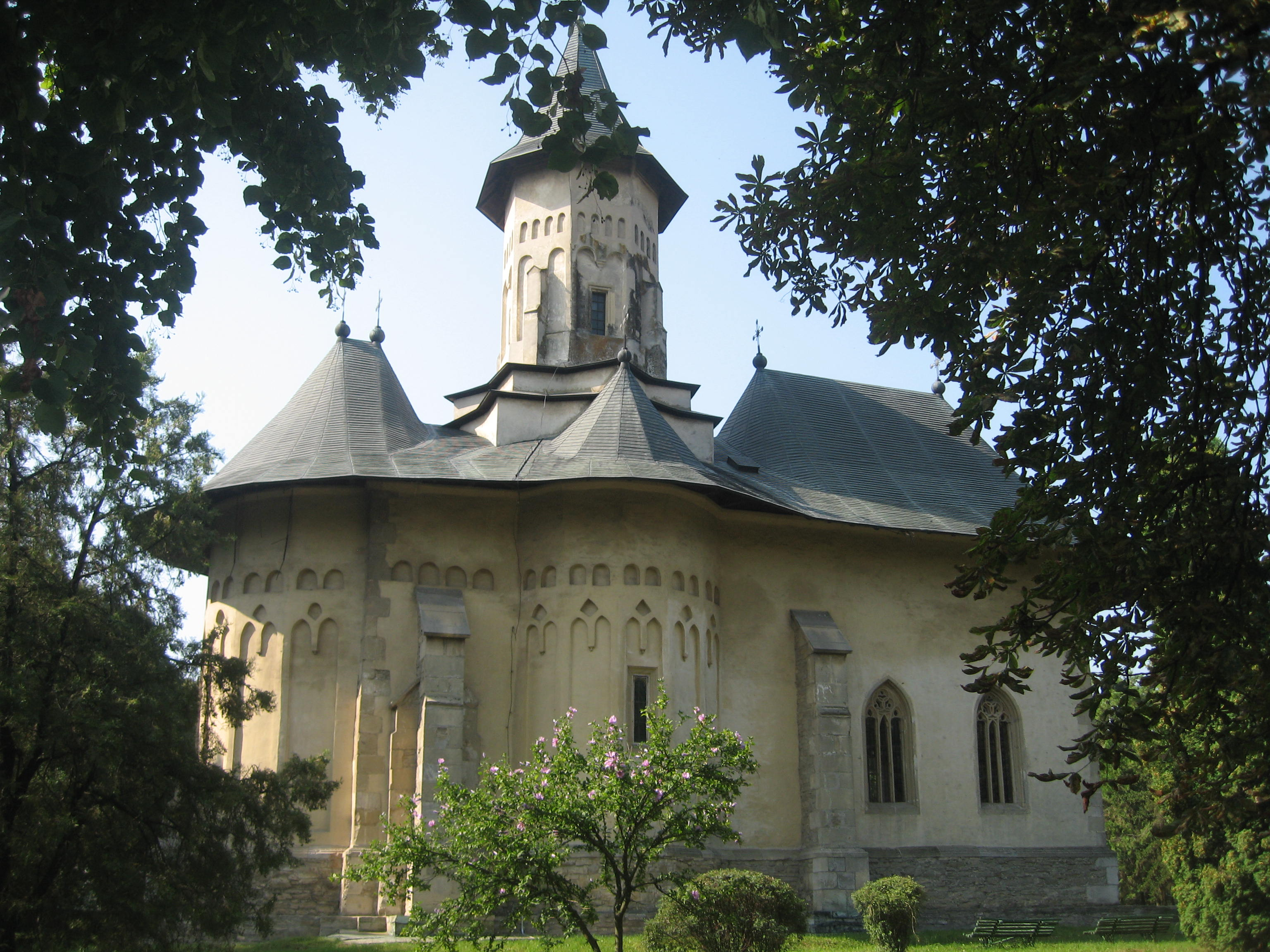
Biserica văzută dinspre nord
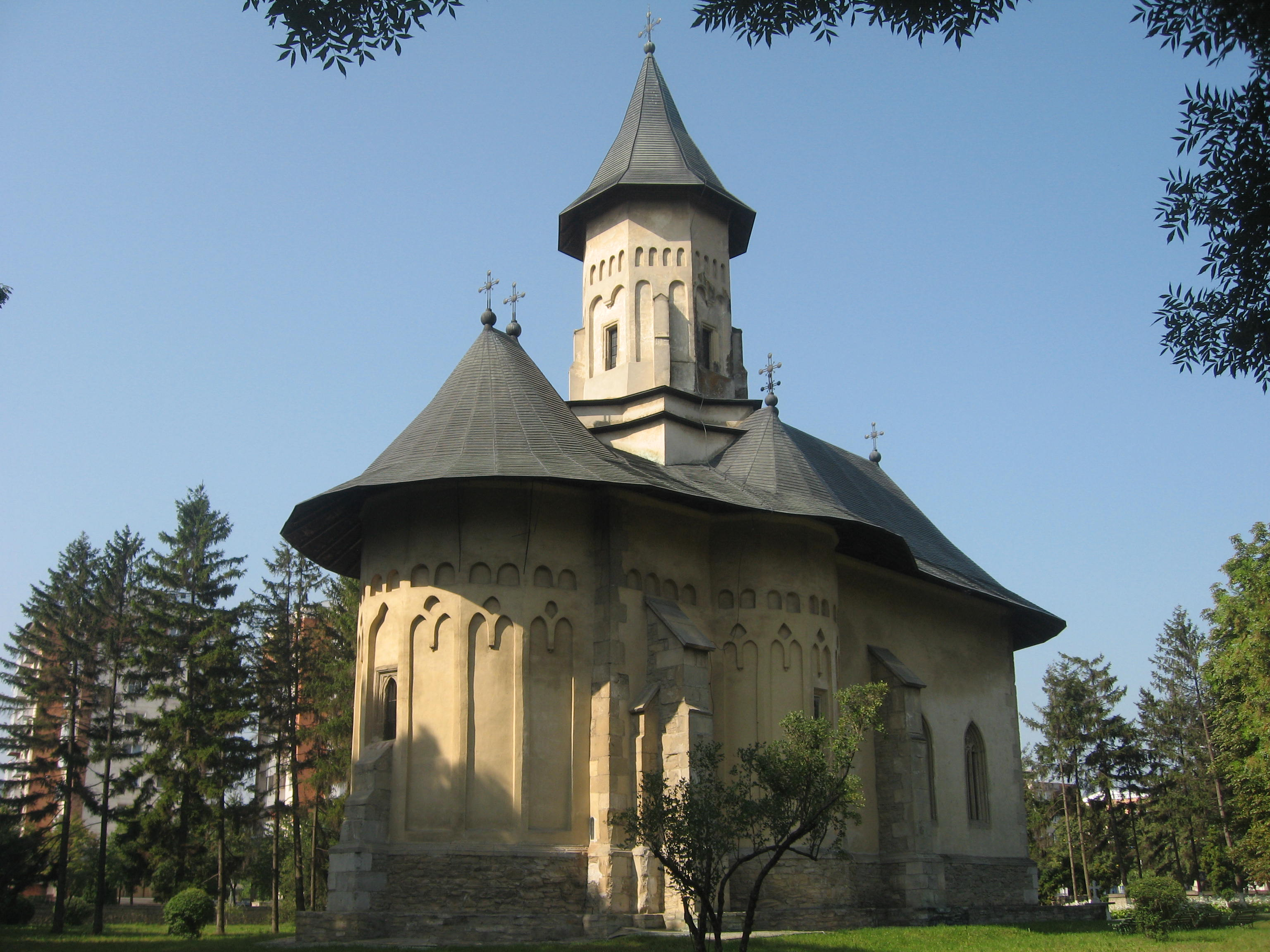
Biserica văzută dinspre nord-est
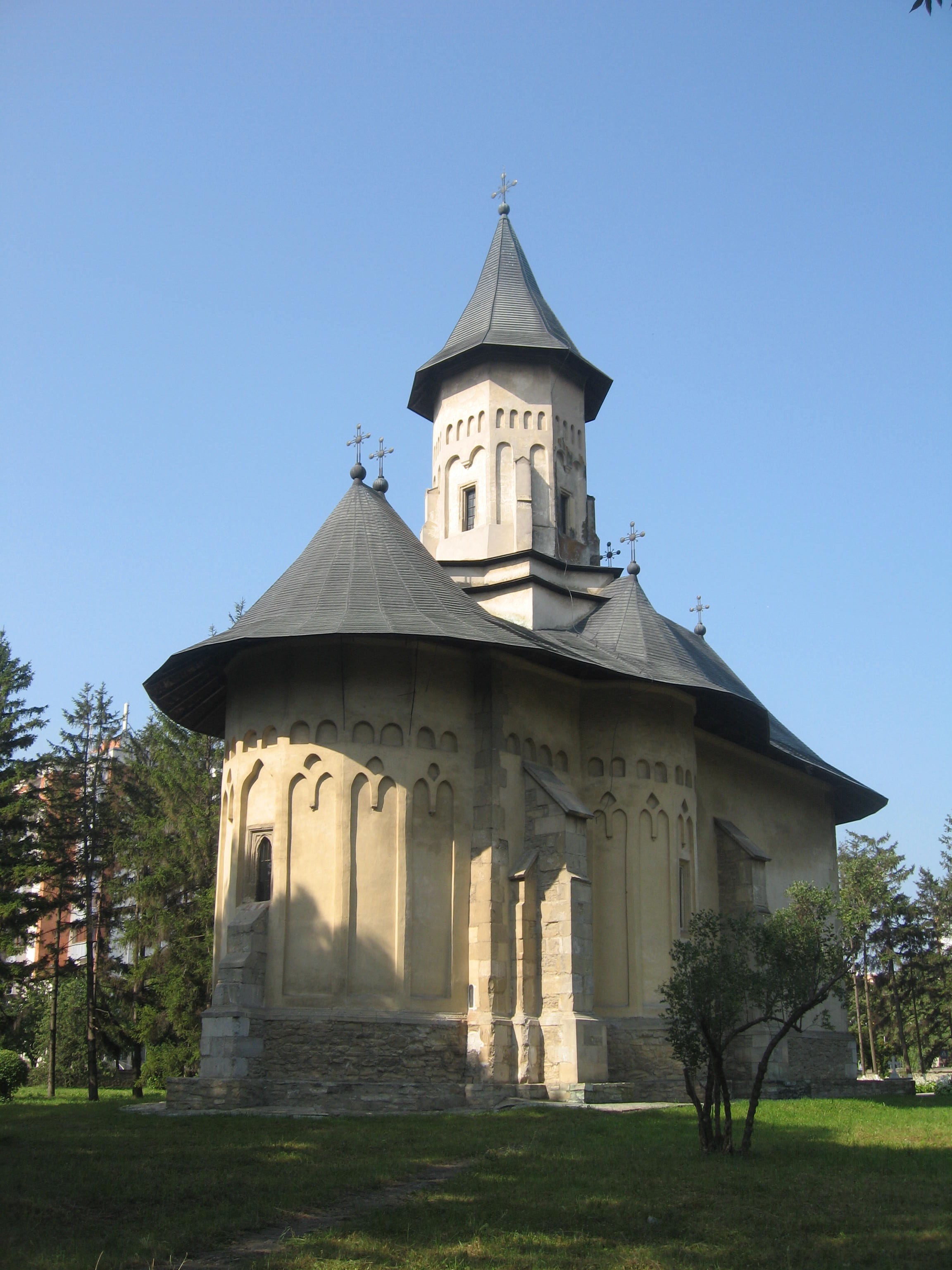
Biserica văzută dinspre nord-est
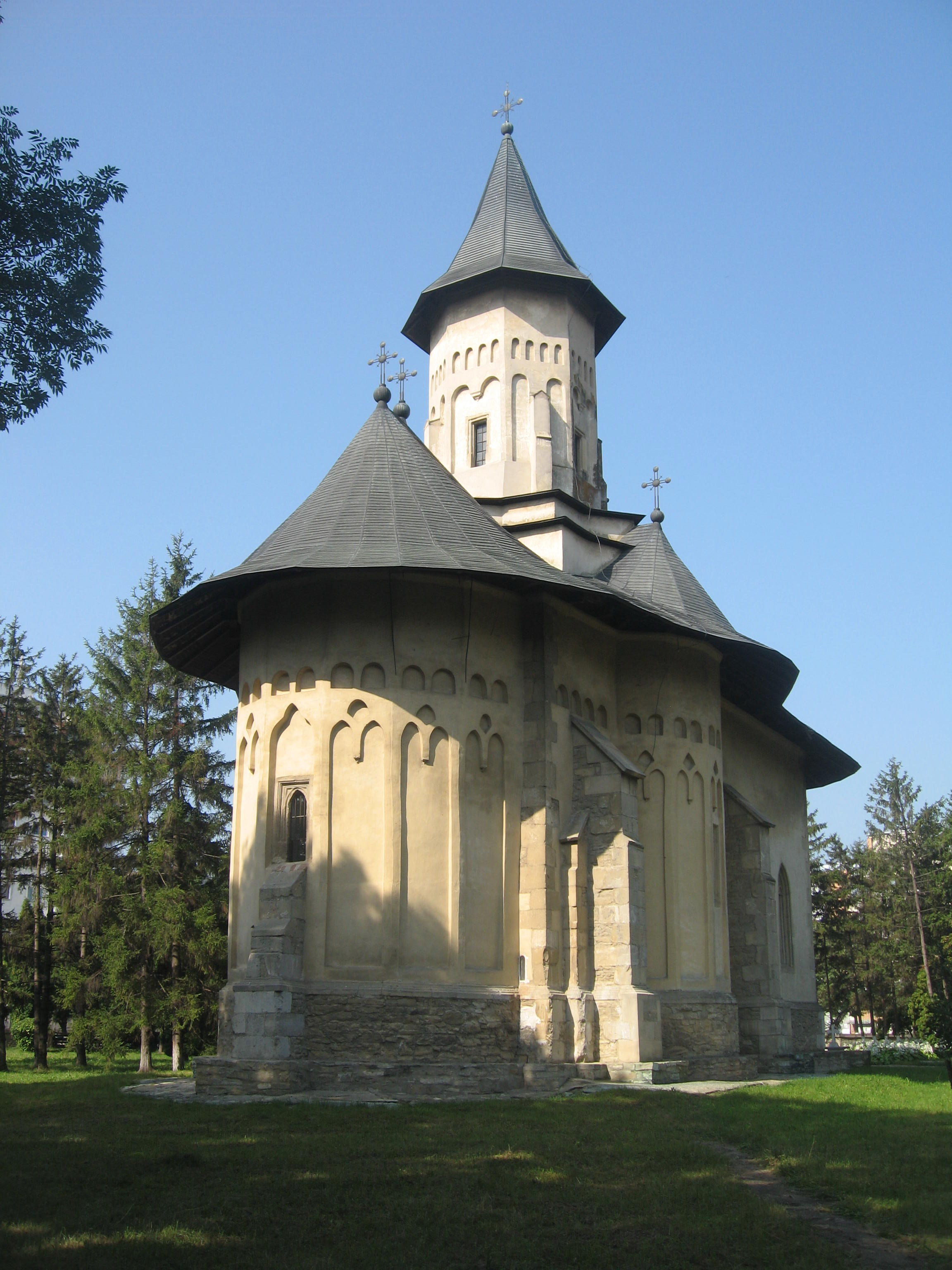
Biserica văzută dinspre est
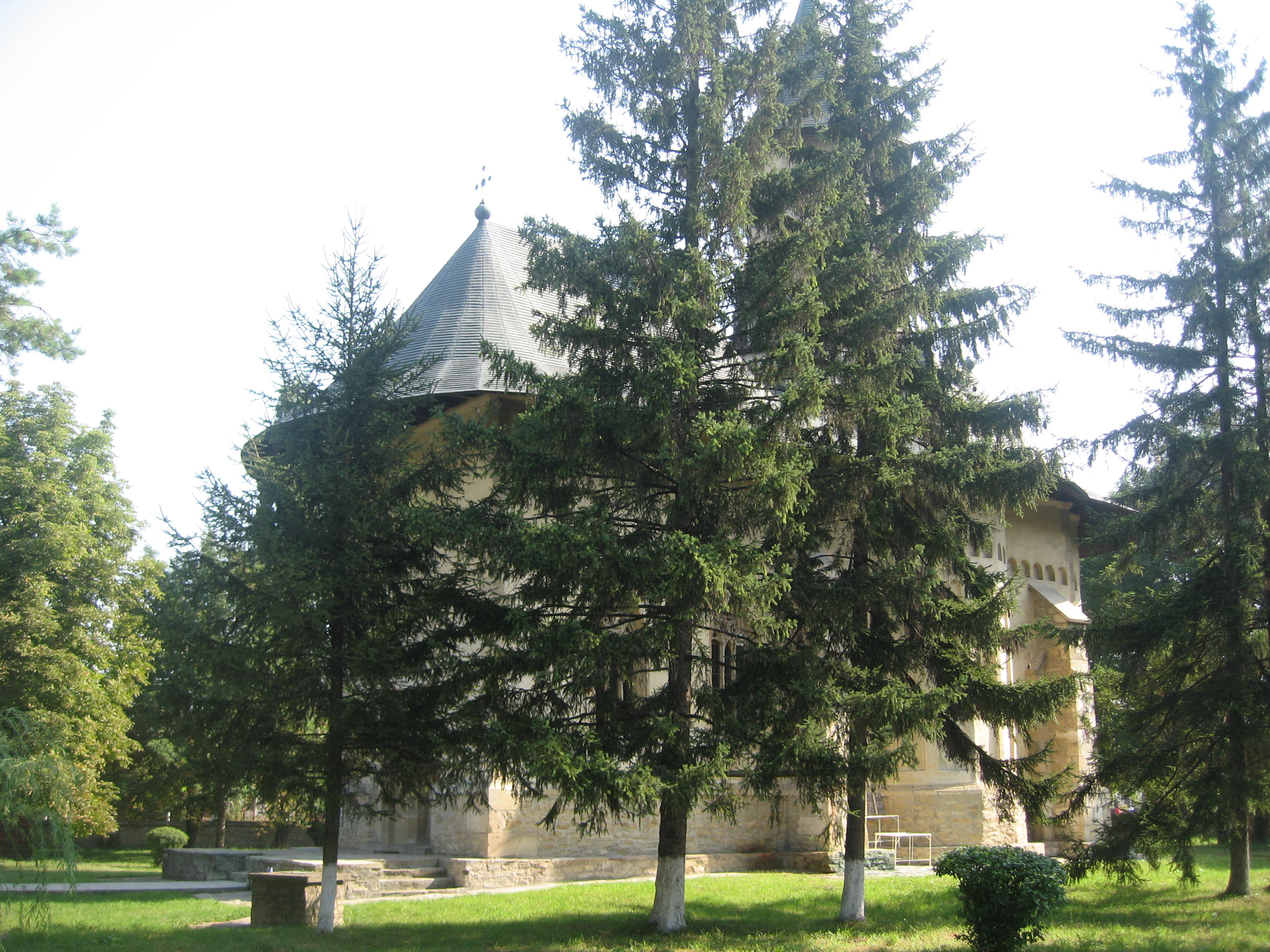
Biserica văzută dinspre sud-vest
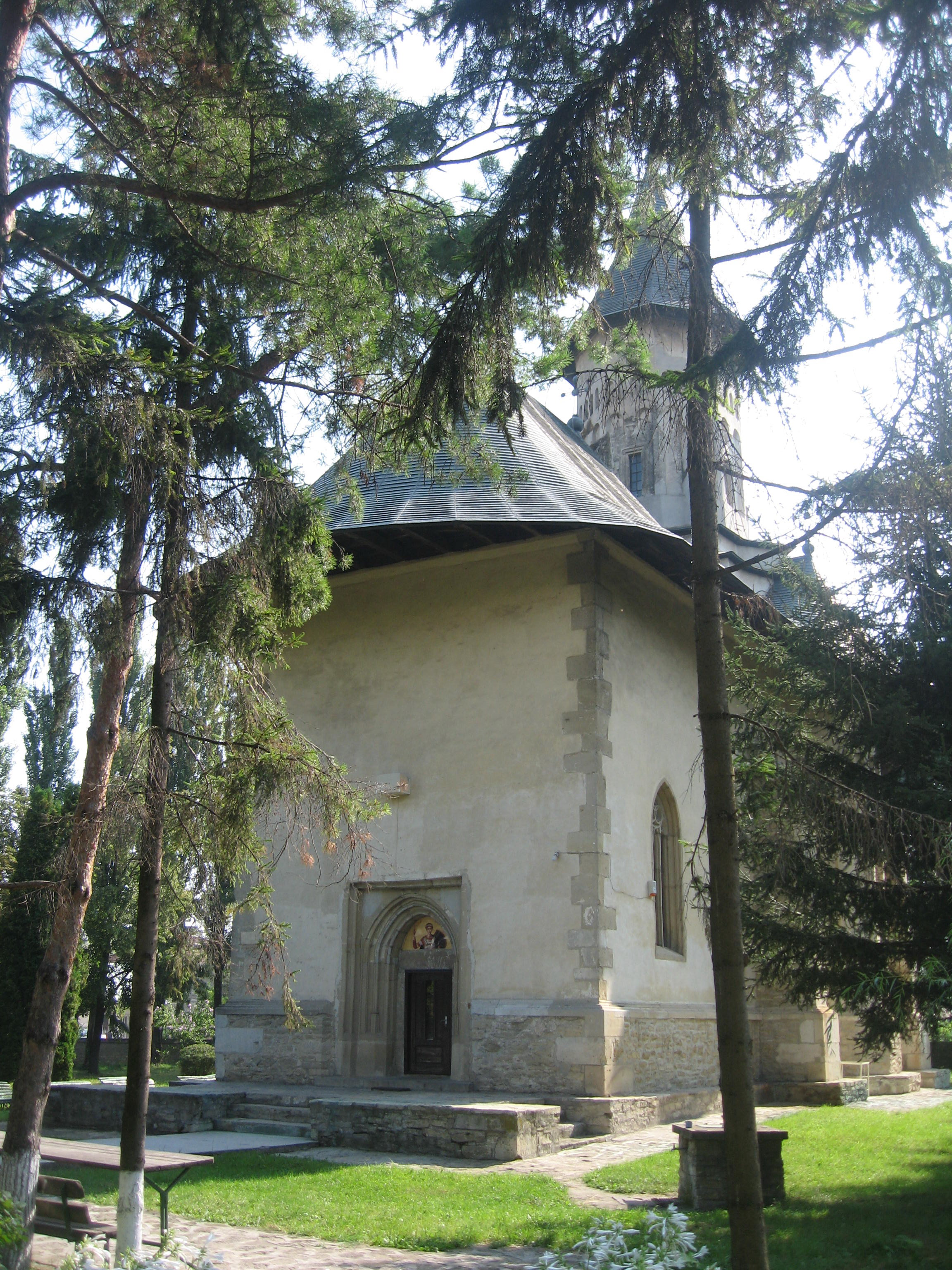
Biserica văzută dinspre vest
Biserica
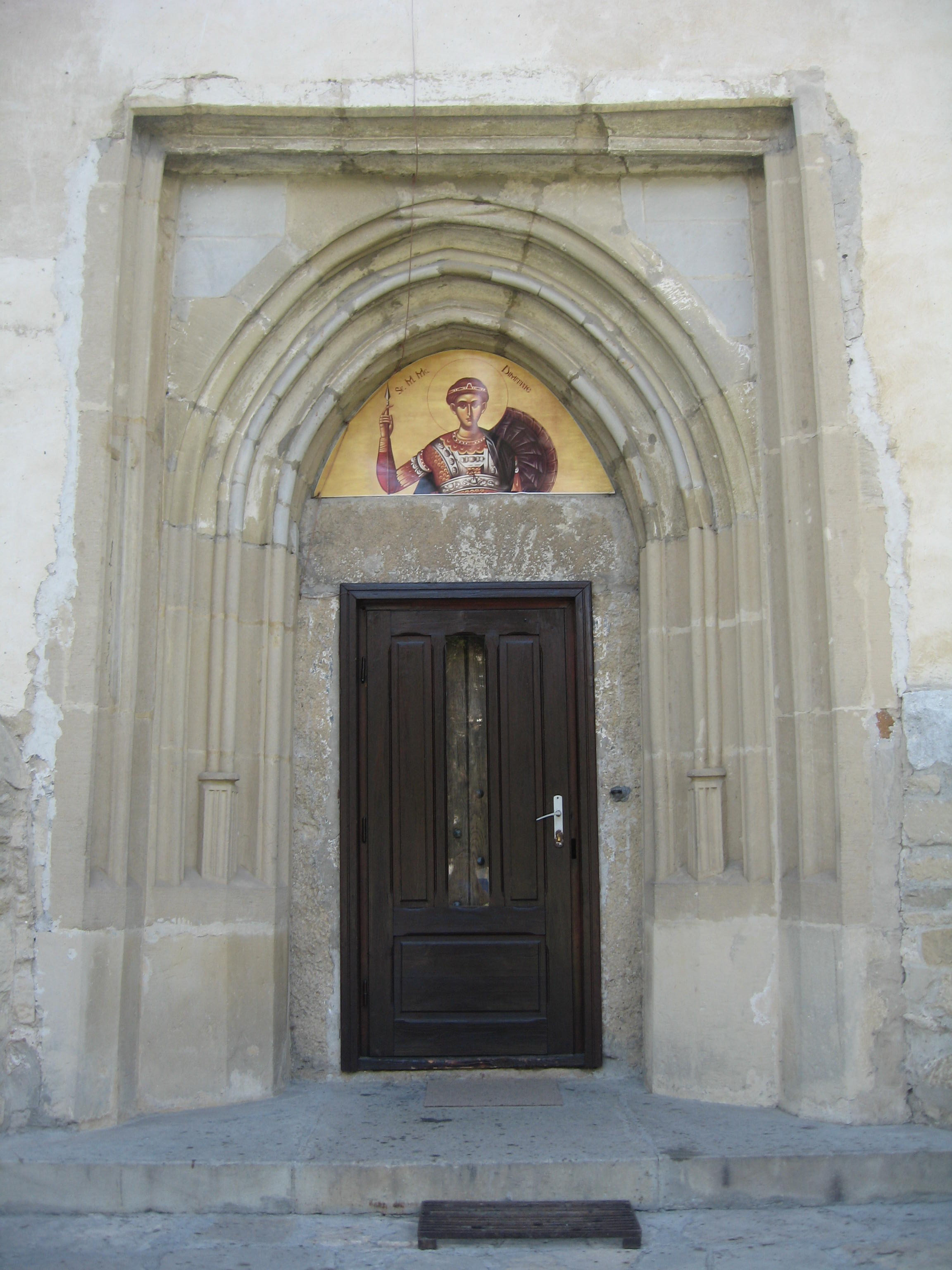
Portalul de intrare în stil gotic
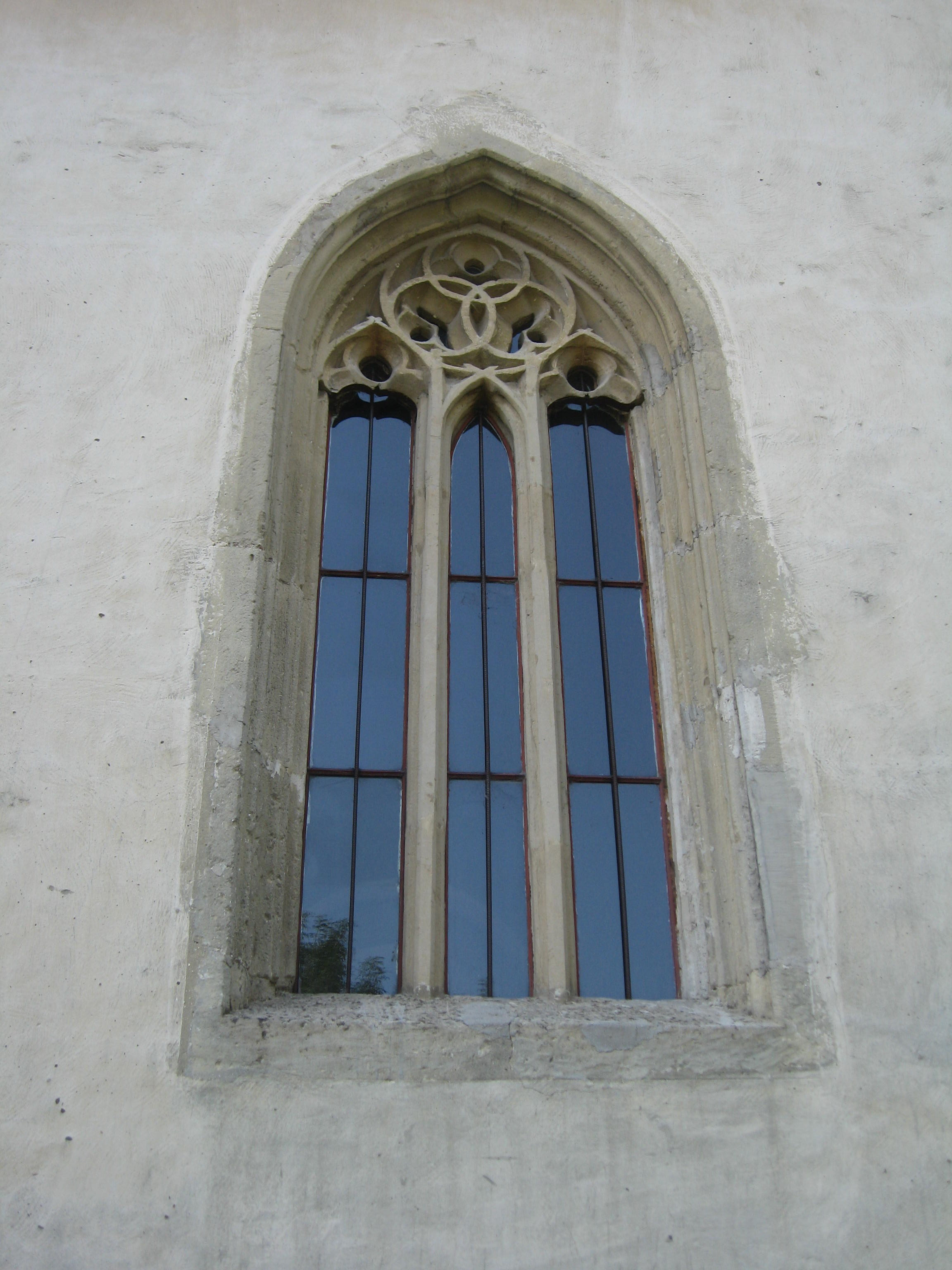
Fereastră în stil gotic pe pereţii pronaosului
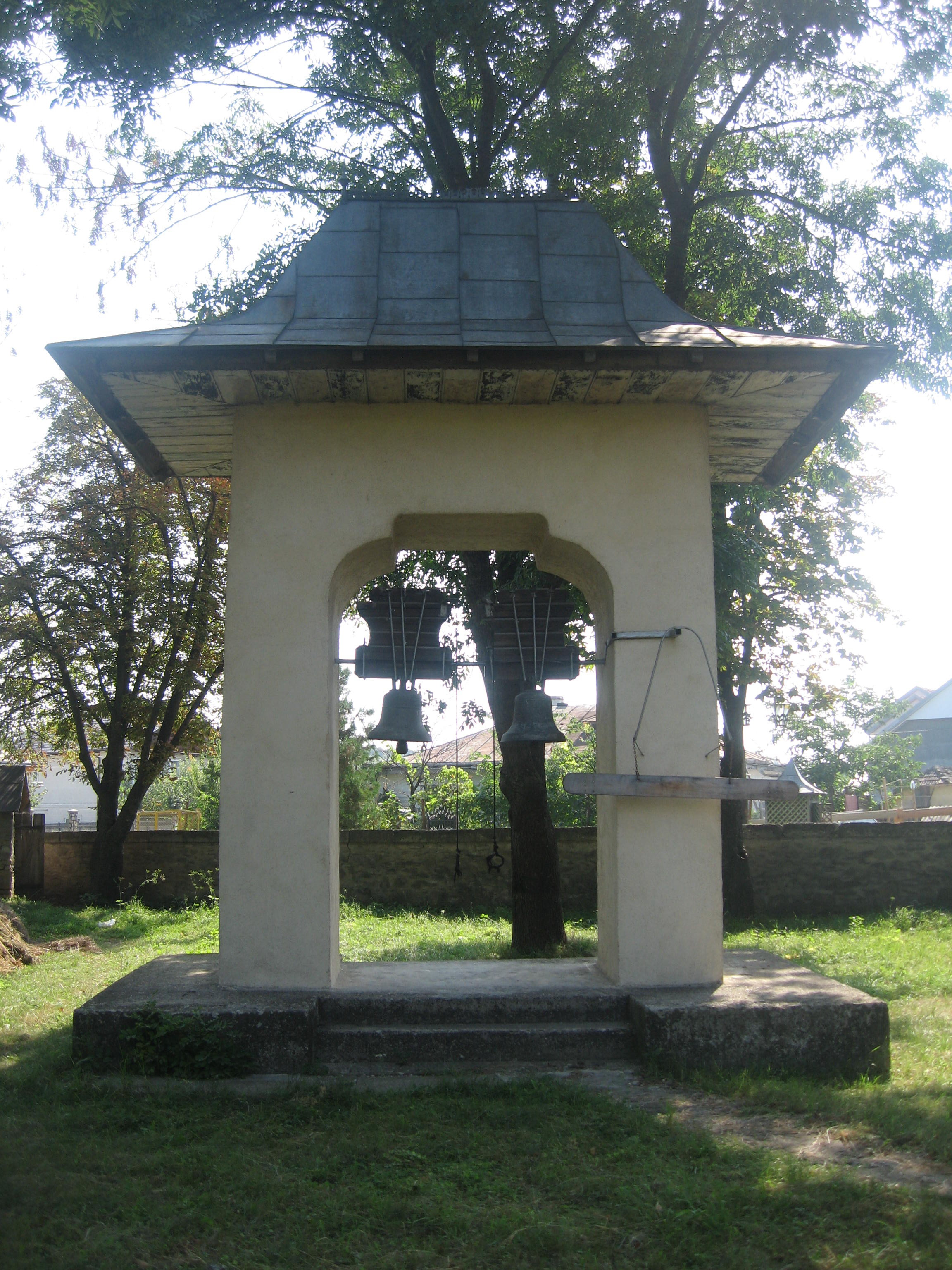
Clopotniţa
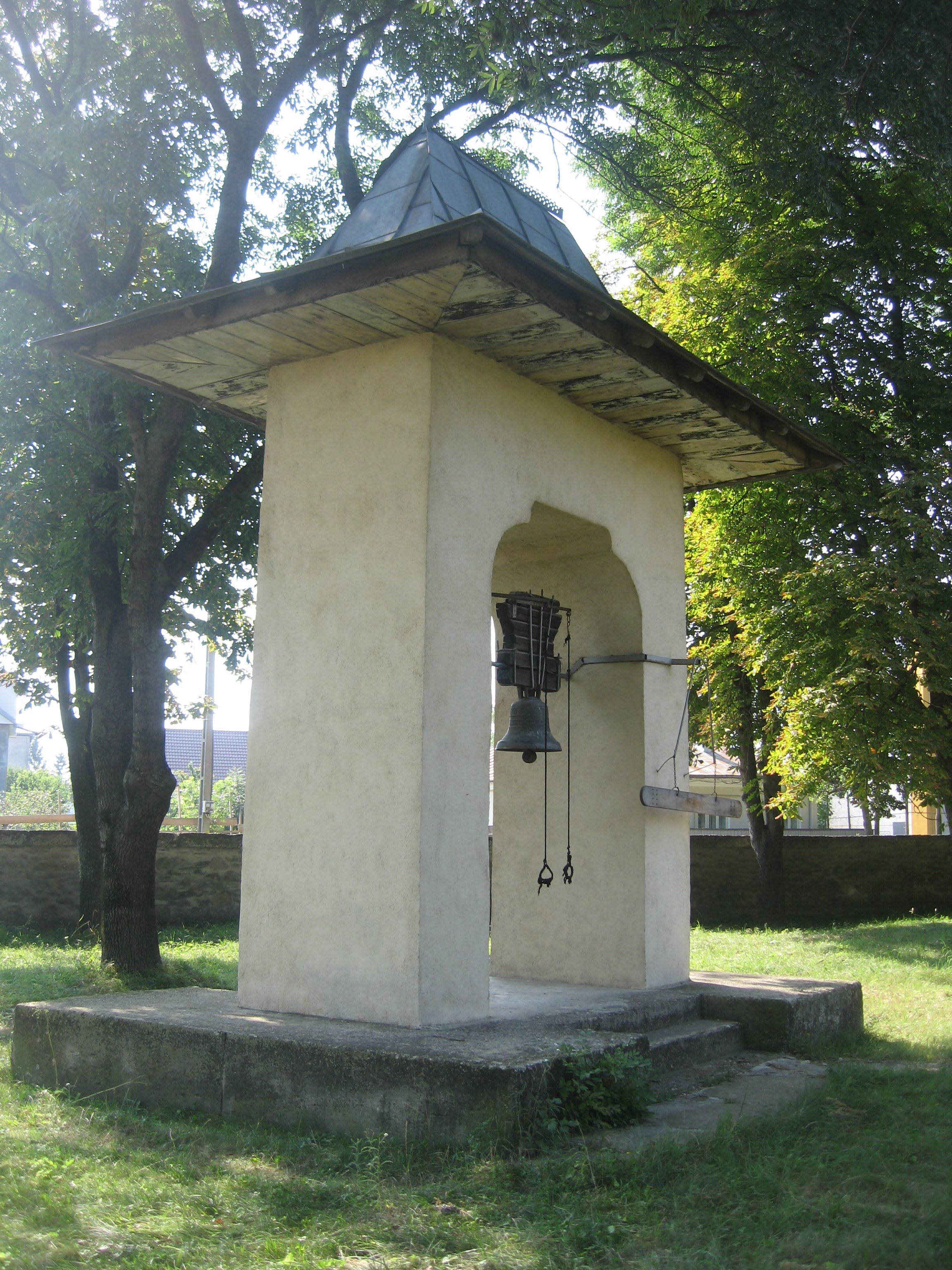
Clopotniţa